# Famille von Ende
Pour les articles homonymes, voir Ende (homonymie).
La famille von Ende est le nom d'une ancienne famille noble saxonne. Il est apparenté aux von Wolffersdorff (de) en termes de souche et d'armoiries.
Il ne faut pas la confondre avec la famille de noblesse de lettres Am Ende (de) de Saxe.

## Histoire
L'origine de la famille noble est obscure. Elle apparaît pour la première fois dans un document le 26 septembre 1222 avec Hermannus de Fine dans le margraviat de Misnie. La lignée commence avec le chevalier, conseiller du margrave de Misnie et de Thuringe Nickel von Ende auf Rothengraben, qui apparaît dans les documents de 1335 à 1362.
La qualité de baron d'Empire est confirmée par un diplôme du 31 octobre 1630 pour Nicolaus von Endt, seigneur de Wolkenburg, Lausnitz, Königsfeld et Fuchshain, docteur en droit, conseiller de la cour impériale, assesseur de la chambre impériale, ainsi que par un diplôme du 10 mai 1705 pour Christian Vollrath von Ende et leurs descendants respectifs.
En acquérant le domaine de Bierde, la famille est acceptée dans la noblesse chevaleresque du pays de Lunebourg (de).
La lignée baronniale s'est scindée en deux branches, celle d'Altjeßnitz, elle-même divisée en une branche plus ancienne et plus jeune, et la branche de Düdelsheim en Hesse. La branche d'Alt-Jessnitz possède le majorat d'Altjeßnitz dans l'arrondissement de Bitterfeld (de) et les domaines féodaux de Trinum en Anhalt-Köthen et Dittersbach en Saxe. Plus tard, Jahna près de Meissen (aujourd'hui la commune de Käbschütztal) est ajoutée.

## Blason
Armorial de Siebmacher de 1605

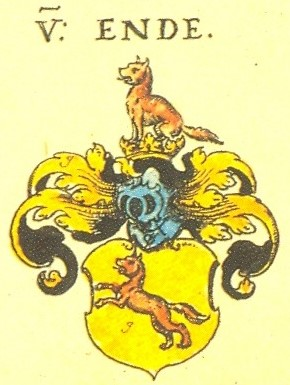
Armoiries de la famille von Ende

Les armes de la famille se blasonnent ainsi d'or un loup naturel bondissant. Sur le casque aux lambrequins noir et or, un loup naturel assis".

## Personnalités
- Carl Gottlob von Ende (de) (1700-1771), propriétaire de manoir, fonctionnaire de justice et juge de la cour
- Leopold Nicolaus von Ende (de) (1715-1792), ministre saxon
- August Friedrich von Ende (de) (1719–1797), propriétaire de manoir, fonctionnaire et juge
- Gotthelf Dietrich von Ende (de) (1726–1798), avocat administratif et ministre
- Carl Bernhard von Ende (de) (1741–1807), fonctionnaire de justice et juge de la cour
- Adolf von Ende (de) (1760-1816), juriste
- Friedrich Albrecht Gotthilf von Ende (de) (1763–1829), lieutenant général prussien
- Johann Friedrich August von Ende (de) (1780–1834), général de la Garde royale westphalienne des eaux et forêts
- Carl Heinrich Konstantin von Ende (de) (1784–1845), propriétaire de manoir, fonctionnaire de la cour et conservateur
- Otto von Ende (de) (1795–1856), chambellan et député de la chambre des seigneurs de Prusse
- Rainier von Ende (de) (1807-1871), général et ministre de la Guerre de l'électorat de Hesse
- August von Ende (1815–1889), haut président de la province de Hesse-Nassau, député du Reichstag
- Reimer von Ende (1844-1906), lieutenant général prussien
- Siegfried von Ende (1851-1926), lieutenant général prussien
- Kurt von Ende, maire de Bad Schmiedeberg
- Felix von Ende (1856-1929), peintre allemand